# Malmö Arena
Malmö Arena – wielofunkcyjna hala sportowa na osiedlu Hyllievång w Malmö, w Szwecji. Jej pojemność wynosi około 13 000 widzów w przypadku rozgrywania np. turniejów ligowych hokeja na lodzie oraz około 15 000 w przypadku organizacji koncertów muzycznych.
Koncepcja budowy areny powstałą w 1997 roku z inicjatywy Perciego Nilssona, została stworzona z myślą o nowej hali dla pierwszoligowej drużynie hokeja na lodzie Malmö Redhawks (występującej w rozgrywkach Allsvenskan). Pozwolenie na rozpoczęcie budowy hali zostało wydane we wrześniu 2006 roku, a faktycznie rozpoczęto ją 10 stycznia 2007: pierwszą darń złożyli Nilsson, hokeiści Pekka Lindmark, Juha Riihijärvi i Carl Söderberg oraz dwóch polityków z rady miejskiej Malmö (Malmö stad). Nazwę obiektu wybrano spośród dwóch opcji: „Hyllie Arena” lub „Malmö Arena” – wybrano ją ze względu na brak wzmianki o mieście w nazwie pobliskiego obiektu Swedbank Stadion. Kontrakt nazewniczy podpisano za 50 milionów koron szwedzkich na 10 lat. Mimo to, nazwa „Hyllie Arena” nadal obowiązuje w mowie kolokwialnej lokalnych mieszkańców.
Pierwszym właścicielem i operatorem hali została firma Parkfast Arena AB, której właścicielem był Nilsson. W 2021 roku halę za 1,9 miliarda koron szwedzkich halę wykupiła spółka Doxa.

## Wydarzenia
Na arenie występowały następujące gwiazdy światowego formatu: Alice DeeJay, Anastacia, Andrea Bocelli, André Rieu, Backstreet Boys, Bob Dylan, Britney Spears, Cliff Richard, Combichrist, Dead by April, Depeche Mode, Dixie Chicks, Eddie Izzard, Eric Clapton, In Flames, Jay-Z, Jean-Michel Jarre, Judas PriestKanye West, Katrina and the Waves, Killswitch Engage, Lady Gaga, Leonard Cohen, Lionel Richie, Loreen, Mark Knopfler, Megadeth, New Kids on the Block, Nitzer Ebb, Rammstein, Rihanna, Rod Stewart, Roxette, Rush, Samantha Fox, Steve Winwood, Testament, The Killers, The Shadows, Vengaboys, Volbeat.
Obiekt był również gospodarzem finału Mistrzostw Świata w Piłce Ręcznej Mężczyzn 2011. W lutym 2013 roku w hali odbył się turniej hokejowy Oddset Hockey Games 2013. W 2013 i 2024 odbyły się tu odpowiednio 58. i 68. Konkurs Piosenki Eurowizji. Hala zwyczajowo organizuje również rundy półfinałowe Melodifestivalen.

## Galeria

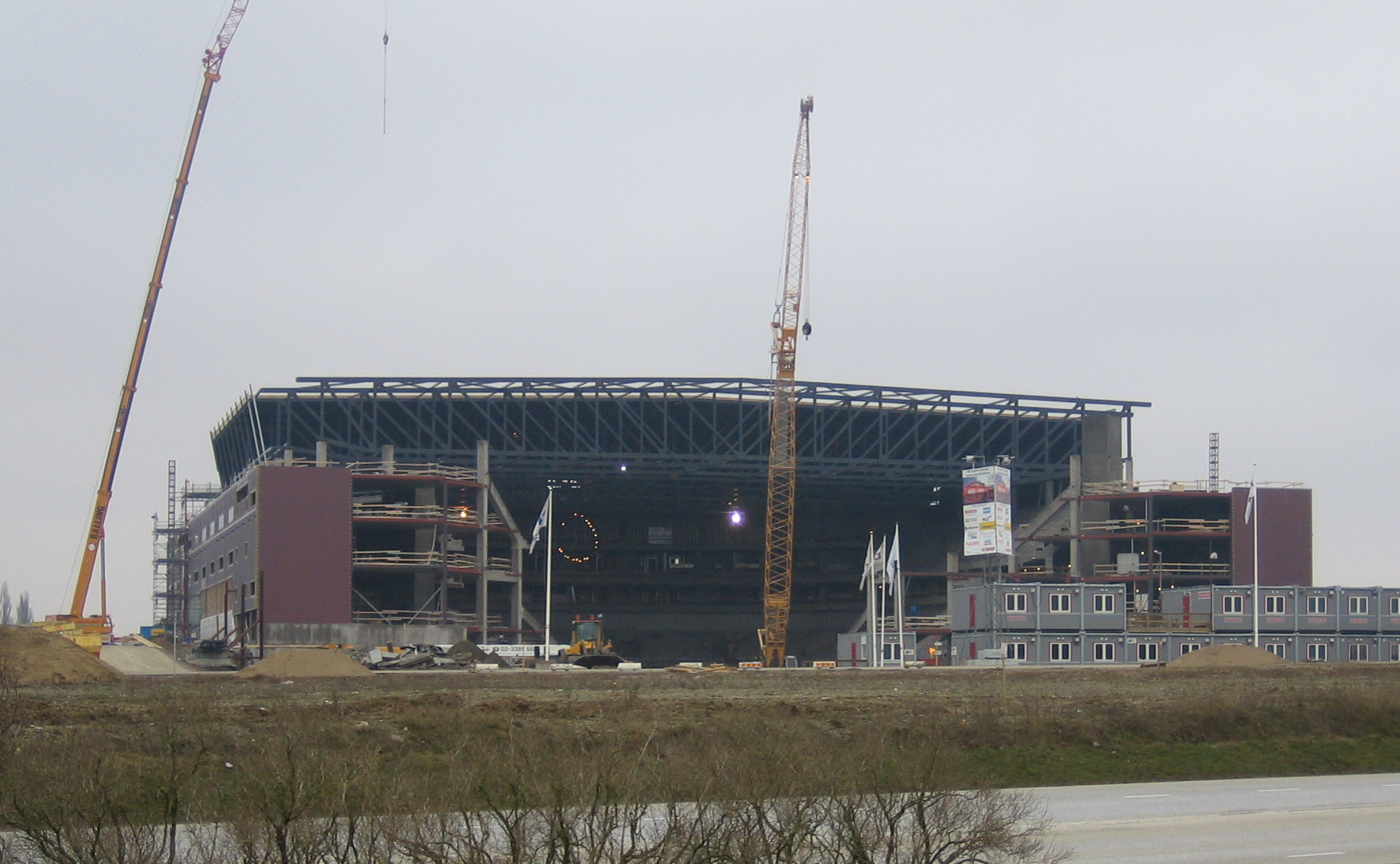
Konstrukcja obiektu (stan na grudzień 2007)
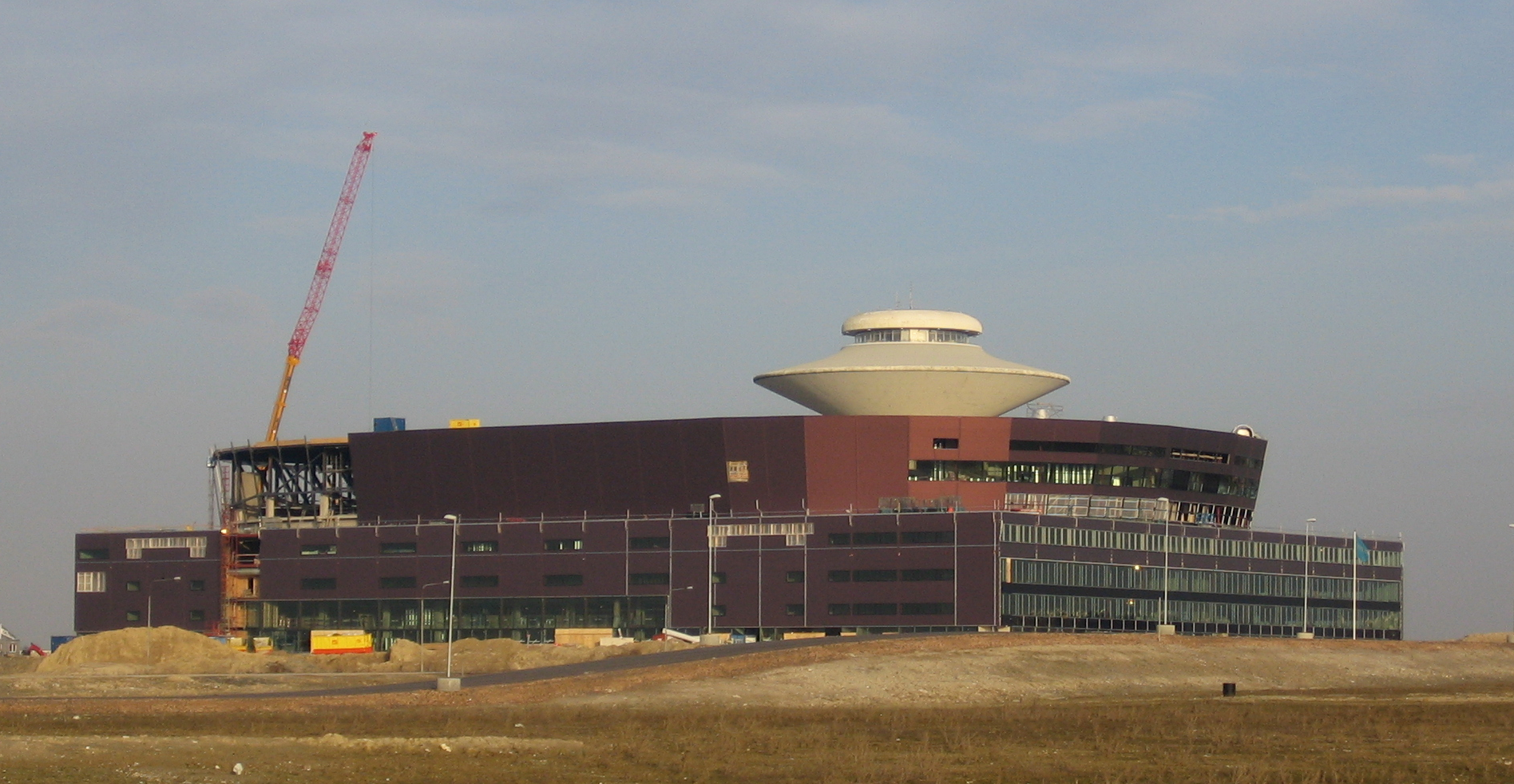
Konstrukcja obiektu (stan na luty 2008)
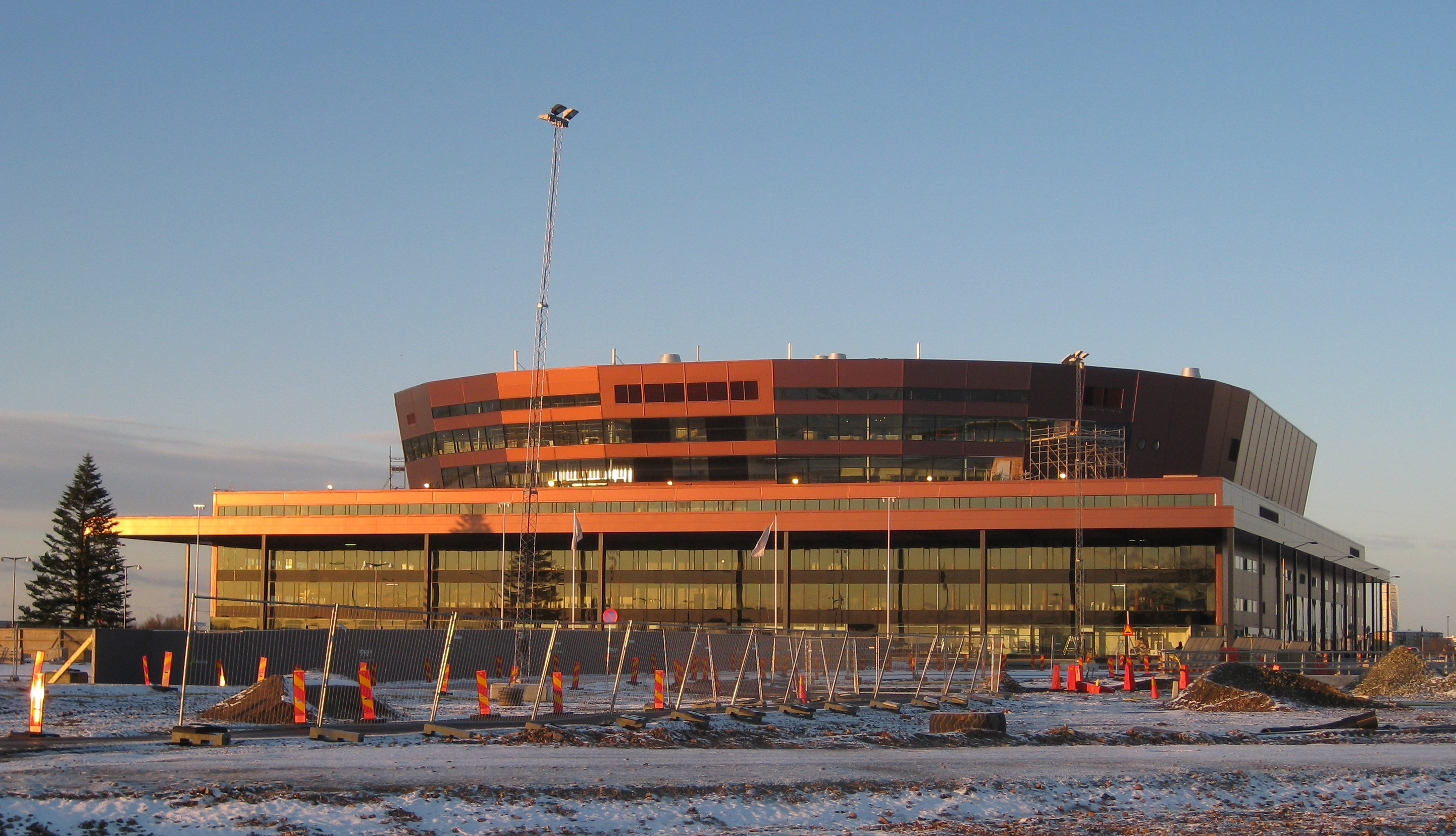
Ukończona hala w listopadzie 2008
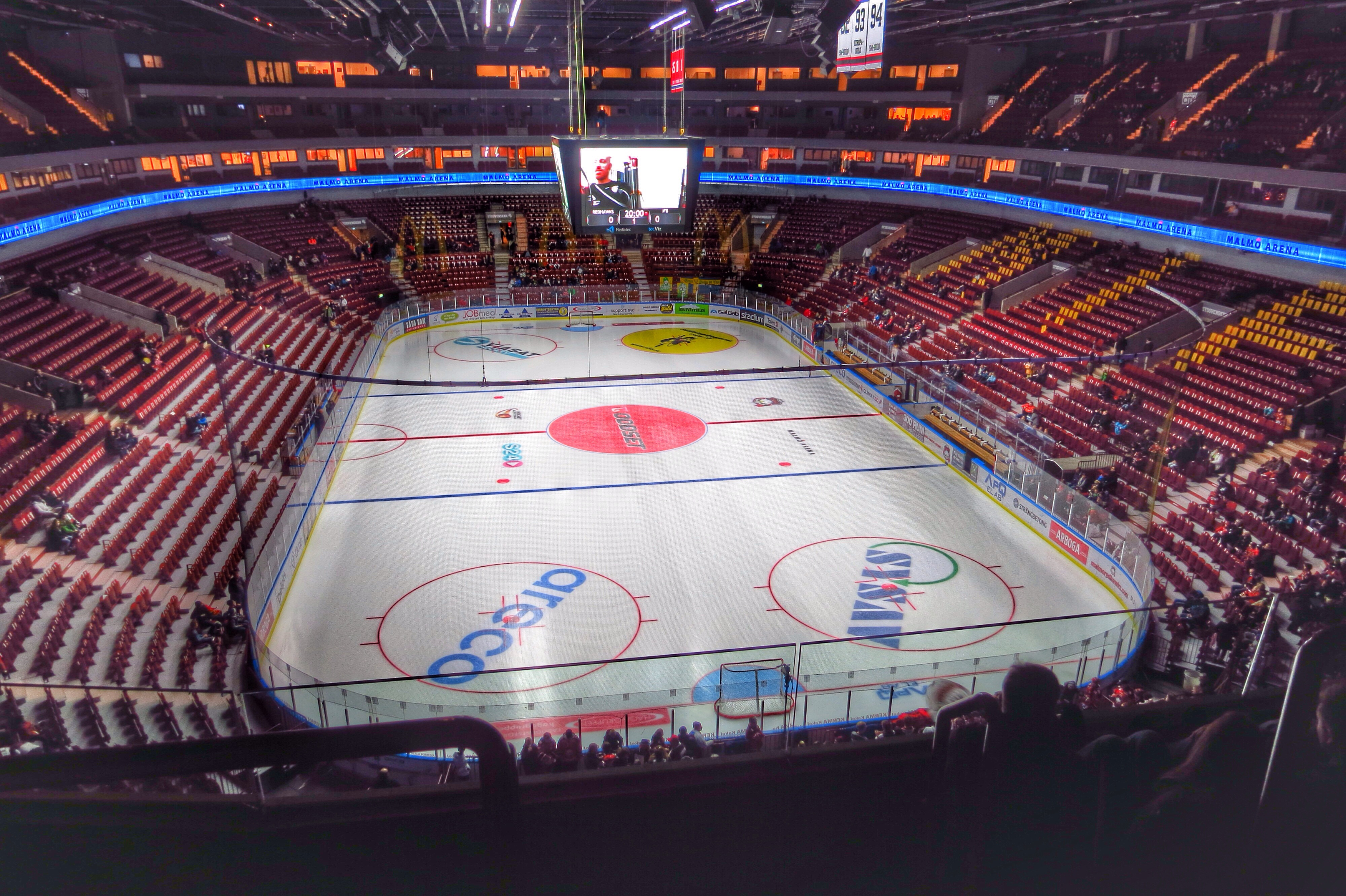
Wnętrze areny w styczniu 2014
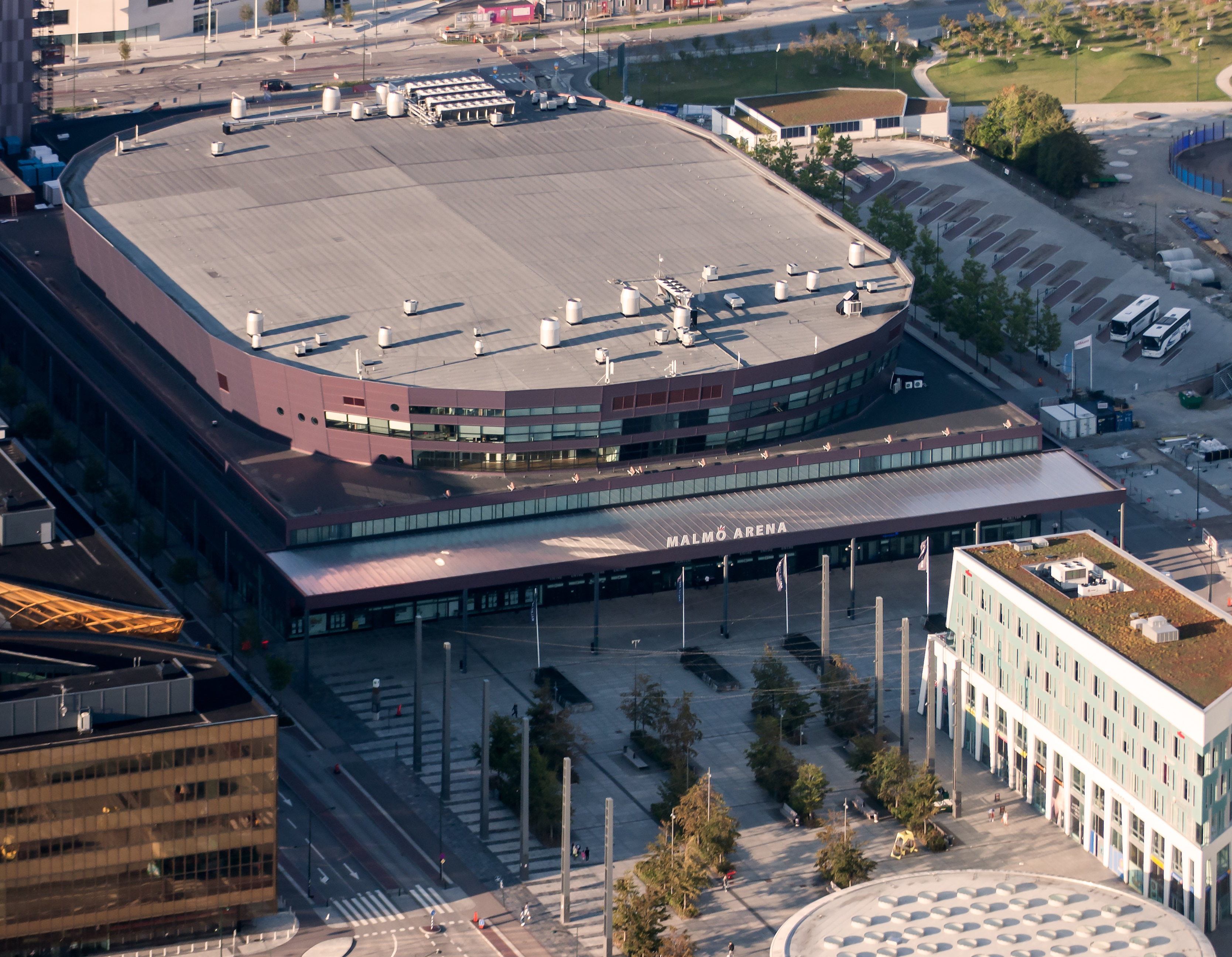
Hala z lotu ptaka we wrześniu 2014
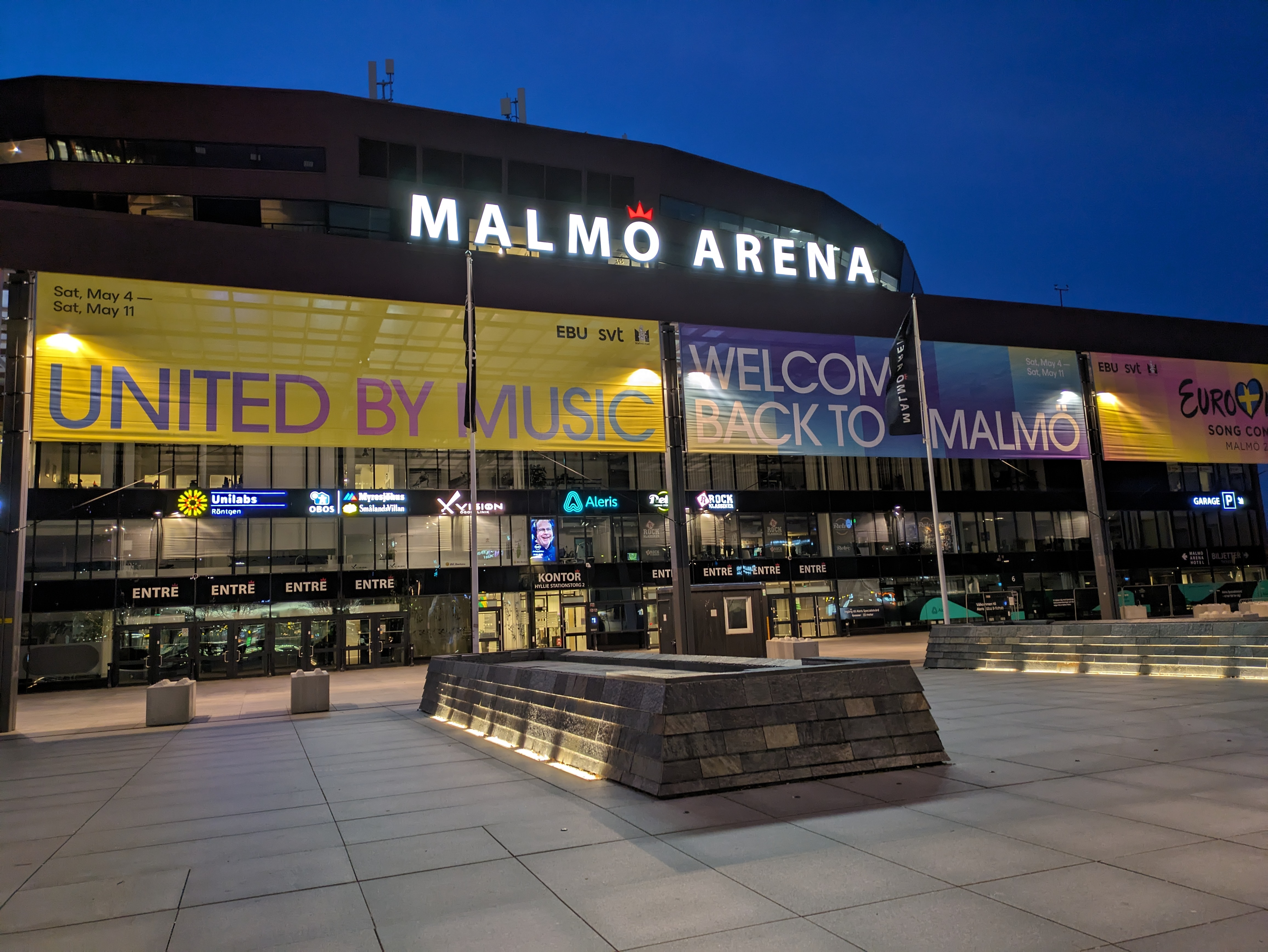
Wejście do obiektu udekorowane motywem graficznym Konkursu Piosenki Eurowizji 2024